# Eleccions al Parlament Europeu de 2004 (Letònia)
Les eleccions al Parlament Europeu de 2004 a Letònia  van ser celebrades el 12 de juny del 2004, es va escollir els nou representants del mencionat país per a la VI legislatura del Parlament Europeu. Després de la seva recent incorporació a la Unió Europea, va ser la primera vegada que Letònia va participar en uns comicis europeus.
Hi havia llistes de candidats de 16 partits polítics, amb un total de 1.019 candidats. La participació electoral va ser del 41,20%, amb 574.674 votants. Va ser significativament més baixa que la participació habitual per a les eleccions parlamentàries de Letònia -que havia estat per entre 71% i 73% per a les tres eleccions anteriors-, però més gran que l'índex de participació en la majoria d'altres països que es van incorporar a la Unió Europea, juntament amb Letònia el 2004.
L'elecció es va portar a terme d'acord amb el sistema de representació proporcional amb llista de partit, amb almenys un 5% dels vots necessaris per guanyar escons en el parlament. De 16 partits, cinc van obtenir escons al Parlament Europeu. Diversos partits va perdre de poc el llindar del 5%.

## Resultats
| Eleccions al Parlament Europeu de 2004 (Letònia) 2004 • 2009 → |                                        |                |                                                             |         |       |        |     |
| Partit nacional                                                | Partit nacional                        | Partit europeu | Candidat                                                    | Vots    | %     | Escons | +/– |
|                                                                | Per la Pàtria i la Llibertat/LNNK      | AEN            | Guntars Krasts Ģirts Kristovskis Inese Vaidere Roberts Zīle | 171.859 | 29,82 | 4 / 9  | -   |
|                                                                | Nova Era                               | PPE            | Valdis Dombrovskis Aldis Kušķis                             | 113.593 | 19,71 | 2 / 9  | -   |
|                                                                | Pels Drets Humans en una Letònia Unida | ALE            | Tatjana Ždanoka                                             | 61.401  | 10,66 | 1 / 9  | -   |
|                                                                | Partit Popular                         | PPE            | Rihards Pīks                                                | 38.324  | 6,65  | 1 / 9  | -   |
|                                                                | Via Letona                             | ALDE           | Georgs Andrejevs                                            | 37.724  | 6,55  | 1 / 9  | -   |
|                                                                | Partit de l'Harmonia Nacional          | PSE            |                                                             | 27.506  | 4,77  | 0 / 9  | -   |
|                                                                | Partit Socialdemòcrata Obrer Letó      | PSE            |                                                             | 27.468  | 4,77  | 0 / 9  | -   |
|                                                                | Unió de Verds i Agricultors            | Cap            |                                                             | 24.467  | 4,25  | 0 / 9  | -   |
|                                                                | Partit Letònia Primer                  | GPPE           |                                                             | 18.685  | 3,24  | 0 / 9  | -   |
|                                                                | Partit Socialdemòcrata del Benestar    | -              |                                                             | 37.466  | 3,24  | 0 / 9  | -   |
|                                                                | Partit Conservador                     | -              |                                                             | 9,716   | 1.70  | 0 / 9  | -   |
|                                                                | Partit Socialista Letó                 | -              |                                                             | 9,480   | 1.66  | 0 / 9  | -   |
|                                                                | Llum de Latgale                        | -              |                                                             | 8,439   | 1.48  | 0 / 9  | -   |
|                                                                | Euroescèptics                          | EUD            |                                                             | 5,481   | 0.96  | 0 / 9  | -   |
|                                                                | Unió Demòcrata Cristiana               | ECPP           |                                                             | 2,362   | 0.41  | 0 / 9  | -   |
|                                                                | Unió Socialdemòcrata                   | -              |                                                             | 1,988   | 0.35  | 0 / 9  | -   |
| Vots vàlids                                                    |                                        |                |                                                             |         |       |        |     |
| Vots en blanc i invàlids                                       |                                        |                |                                                             |         |       |        |     |
| Total                                                          | Total                                  | Total          | Total                                                       | 571.364 | 100   | 9      | =   |

### Eurodiputats electes
- Roberts Zīle (TB/LNNK)
- Guntars Krasts (TB/LNNK)
- Inese Vaidere (TB/LNNK)
- Ģirts Valdis Kristovskis (TB/LNNK)
- Valdis Dombrovskis (JL)
- Tatjana Ždanoka (PCTVL)
- Rihards Pīks (TP)
- Georgs Andrejevs (LC)